# 디아나 담라우

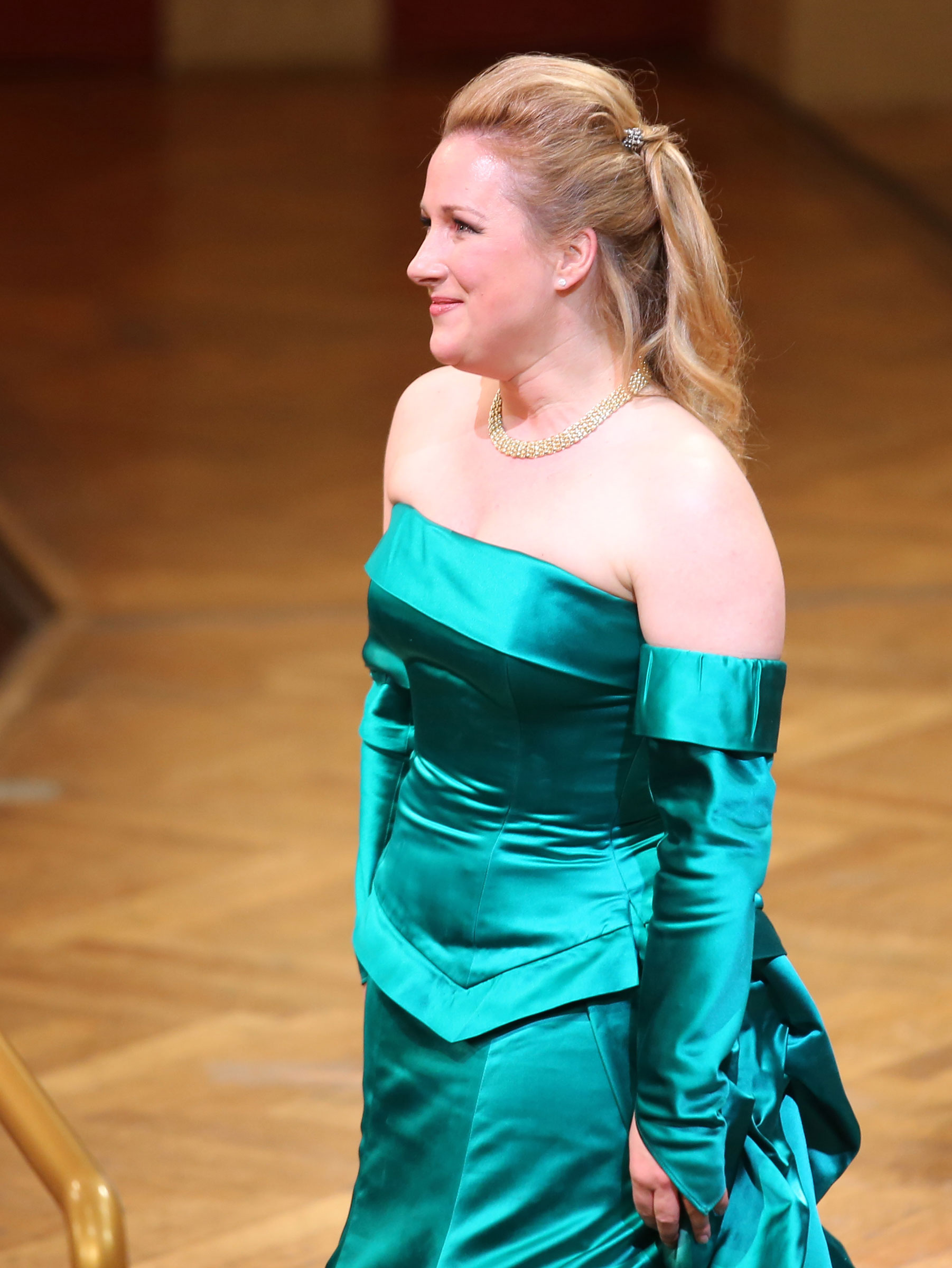

디아나 담라우(독일어: Diana Damrau, 1971년 5월 31일 ~ )는 독일 바바리아, 겐츠부르크에서 태어나 뷔르츠부르크대학을 졸업한 콜로라투라 소프라노이다.
뷔르츠부르크(Würzburg)대학에서 카르멘(Carmen)과함께 오페라 연구를 했다.

## 생애
담라우는 15살에 뮤지컬 <마이 페어 레이디(My  Fair Lady)>의 주인공 일라이자 역을 맡아서 도나우리히트슈필레 홀에서 처음 무대에 섰다. 이때 루마니아 오페라 가수 카르멘 향가누가 디아나 담라우의 무대를 보고 재능을 알아봤다. 이후 디아나 담라우를 뷔르츠부르크(Würzburg)음악대학으로 이끌었다.

## 주요 공연
- 라 스칼라(La Scala) : 피가로의 결혼(수잔나), 라 트라비아타(비올레타), 람메르무어의 루치아(루시아)
- 메트로폴리탄 오페라 : 몽유병의 여인(아미나), 마술피리(밤의여왕, 파미나), 낙소스의 아리아드네(체르비네타), 세비야의 이발사(로지나), 람메르무어의 루치아(루시아), 리골레토(질다), 연대의 딸(마리), 오리 백작(아델), 사랑의 묘약(아디나), 마농(마농 레스코), 진주조개잡이(레일라)
- 로얄 오페라 : 마술피리(밤의여왕), 아라벨라(피아커밀리), 낙소스의 아리아드네(체르비네타), 헨젤과 그레텔(그레텔), 사랑의 묘약(아디나), 람메르무어의 루치아(루시아), 라트라비아타(비올레타)
- 비엔나 국립 오페라 극장 : 박쥐(아델), 리골레토(질다), 낙소스의 아리아드네(체르비네타), 피가로의 결혼(수잔나), 후궁에서의 도주(콘스탄체), 마술피리(밤의여왕), 세비야의 이발사(로지나), 마농(마농), 람메르무어의 루치아(루시아)
- 잘츠부르크 페스티벌 : 후궁에서의 도주(블론드헨, 콘스탄체), 알바의 아스카니오(파우노), 마술피리(밤의여왕), 피가로의 결혼(수잔나)

뮌헨 국립극장(바이에른 국립 오페라 극장) : 호프만의 이야기(올림피아, 안토니아, 줄리에타, 스텔라), 조용한 부인(아민타), 마술피리(밤의여왕), 후궁에서의 도주(콘스탄체), 아라벨라(츠덴카), 낙소스의 아리아드네(체르비네타), 리골레토(질다), 피가로의 결혼(수잔나), 장미의 기사(조피), 피델리오(마르첼리네), 마탄의 사수(엥헨), 박쥐(이다), 람메르무어의 루치아(루치아)
가벼운 레제로 소프라노에서 시작해 리릭콜로라투라와 드라마틱콜로라투라 소프라노의 영역까지 섭렵하였고, 현재는 좀더 무거운 리릭 소프라노와 스핀토 음색으로의 확장이 눈에 띈다.

## 수상 경력
- 1999, 제 7회 국제 모짜르트 콩쿠르 수상자
- 2004, 뮌헨 Munich Abendzeitung 잡지에서 '올해의 스타' 선정
- 2005, 뮌헨  Tageszeitung 잡지에서 '올해의 장미' 선정
- 2006, 2006 독일 FIFA 월드컵 개통을 기념하기 위해 플라시도 도밍고와 오케스트라 갈라를 함
- 2006, 바이에른 방송에 의해 '올해의 바이에른' 선정
- 2007, 문화 EON수상
- 2007, Bayerische Kammersängerin수상
- 2007, 오페라뉴스 표지에 추천
- 2014, 국제 오페라 시상식에서 '올해의 여성 가수' 선정